# أنيس الدولة

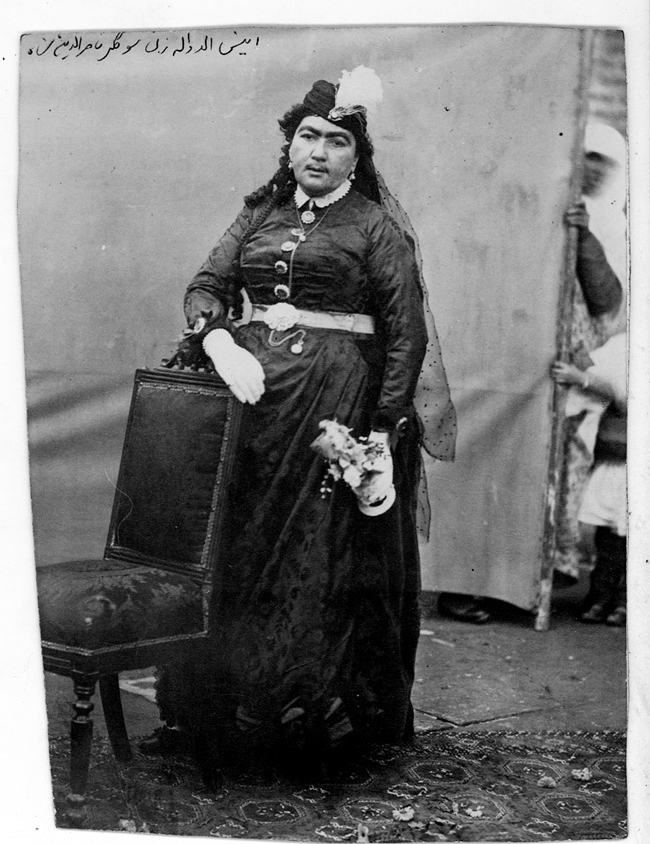
أنيس الدولة

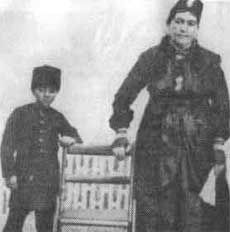
أنيس الدولة عزيز السلطان

أنيس الدولة (بالفارسية: انیس‌الدوله) (حوالي 1842 - 1896 م) كانت العقيلة الملكية لناصر الدين شاه قاجار من إيران (حكم من 1848 إلى 1896).

## الحياة
وُلدت حوالي عام 1842 م وكانت ابنة راعي فقير من قرية أمامة في لواسان، من شمال شرق طهران، وعملت كخادمة حرة لجيران في حريم القاجار في عام 1859. أصبحت المفضلة لدى الشاه بعد وفاة جيران في عام 1860.
كانت الزوجة الوحيدة التي تتناول الطعام مع ناصر الدين، وهذا امتياز فريد من نوعه، وتنضم إليه بانتظام عند وقت النوم بعد أن يتلقى زيارات من زوجات أخريات. وكانت أيضًا الوحيدة التي انتقدته علنًا ونظمت معارضة سياسية لسياسات الحكومة التي لم توافق عليها. في حين كان لدى الشاه مفضلات أخرى، مثل خادمته أمينة أقدس [الإنجليزية]، إلا أنها ظلت المفضلة الرئيسة لديه. ومنحها قصر شهرستاناك.
كانت لديها رغبة كبيرة في زيارة الغرب. وفي عام 1873، رافقت الشاه في زيارته إلى موسكو؛ إلا أنها اضطرت إلى مقاطعة الزيارة والعودة بعد أن أصبح من الواضح أن الحكومات المضيفة لم تكن قادرة على إدارة البروتوكول حول النساء المحجبات المعزولات. فألقت اللوم على رئيس الوزراء ميرزا حسين خان مشير الدولة، بسبب توقف رحلتها، وتمكنت من عزله من منصبه.
وفي الحريم، كانت لها الأسبقية على جميع الزوجات الخمس والثمانين الأخرى. تولت مهام والدة الشاه، ملك جهان خانوم، بعد وفاتها في عام 1873، وأُعطيت إيرادات من المناطق بدلًا من الراتب مثل النساء الأخريات. استقبلت زوجات رؤساء البعثات الدبلوماسية الأجنبية وكبار الشخصيات الزائرة. وكان تأثيرها على الشاه سببًا في تلقيها العديد من النداءات من المتوسلين.
توفيت بعد فترة وجيزة من مؤامرة اغتيال ناصر الدين شاه، ربما اغتالها المنفذون أيضًا.